# Langur de cap daurat
El langur de cap daurat (Trachypithecus poliocephalus) és una espècie de primat de la família dels cercopitècids. Viu al nord del Vietnam i el sud de la Xina. El seu hàbitat natural són els boscos situats a turons càrstics. Està amenaçat per la caça, els incendis forestals i la destrucció d'hàbitat per les activitats humanes.